# Viktor Mazin
Pour les personnes ayant le même patronyme, voir Mazin.
Viktor Ivanovitch Mazin (russe : Виктор Иванович Мазин), né le 18 avril 1954 en RSFS de Russie et mort le 8 janvier 2022 à Minoussinsk, est un haltérophile kazakh représentant l'Union soviétique dans les années 1970 et les années 1980.
Viktor Mazin remporte ses deux titres internationaux en 1980, en remportant les Championnats du monde d'haltérophilie et les Jeux olympiques d'été de 1980 dans la catégorie des moins de 60 kilogrammes en soulevant dans les deux compétitions 290 kg.